# ダウングレード
ダウングレード（英語: Downgrade）とは、ソフトウェア（またはハードウェア）を古いバージョンに戻すことを指す。

## 概要
多くの場合、複雑なプログラムは、未使用またはバグのある機能を削除し、速度および/または使いやすさを向上させるためにダウングレードする必要がある。同じことが機械でも起こりうる。
ダウングレードされたプログラムの例としては、プロのCGアーティストが使用する3ds maxのダウングレード版であるGmaxがある。
"ダウングレード"という用語は、Windows Vistaの時代に特に普及し、Vistaにはパフォーマンスと親しみやすさの問題があったため、ユーザーはWindows XPに戻るか、または（一部ではそれを"アップグレード"と呼んで）Windows XPにダウングレードしたいと考えていた。
もう一つの理由としては、ユーザーのアプリケーションが新しいOSをサポートしておらず、古いバージョンに戻したいということも考えられる。